# Rotnes
Rotnes is een plaats in de Noorse gemeente Nittedal, fylke Akershus. Rotnes telt 4939 inwoners (2007) en heeft een oppervlakte van 2,7 km².